# Le Démon de la mer

Le Démon de la mer (The Sea Bat) est un film américain, réalisé par Lionel Barrymore et Wesley Ruggles, sorti en 1930.

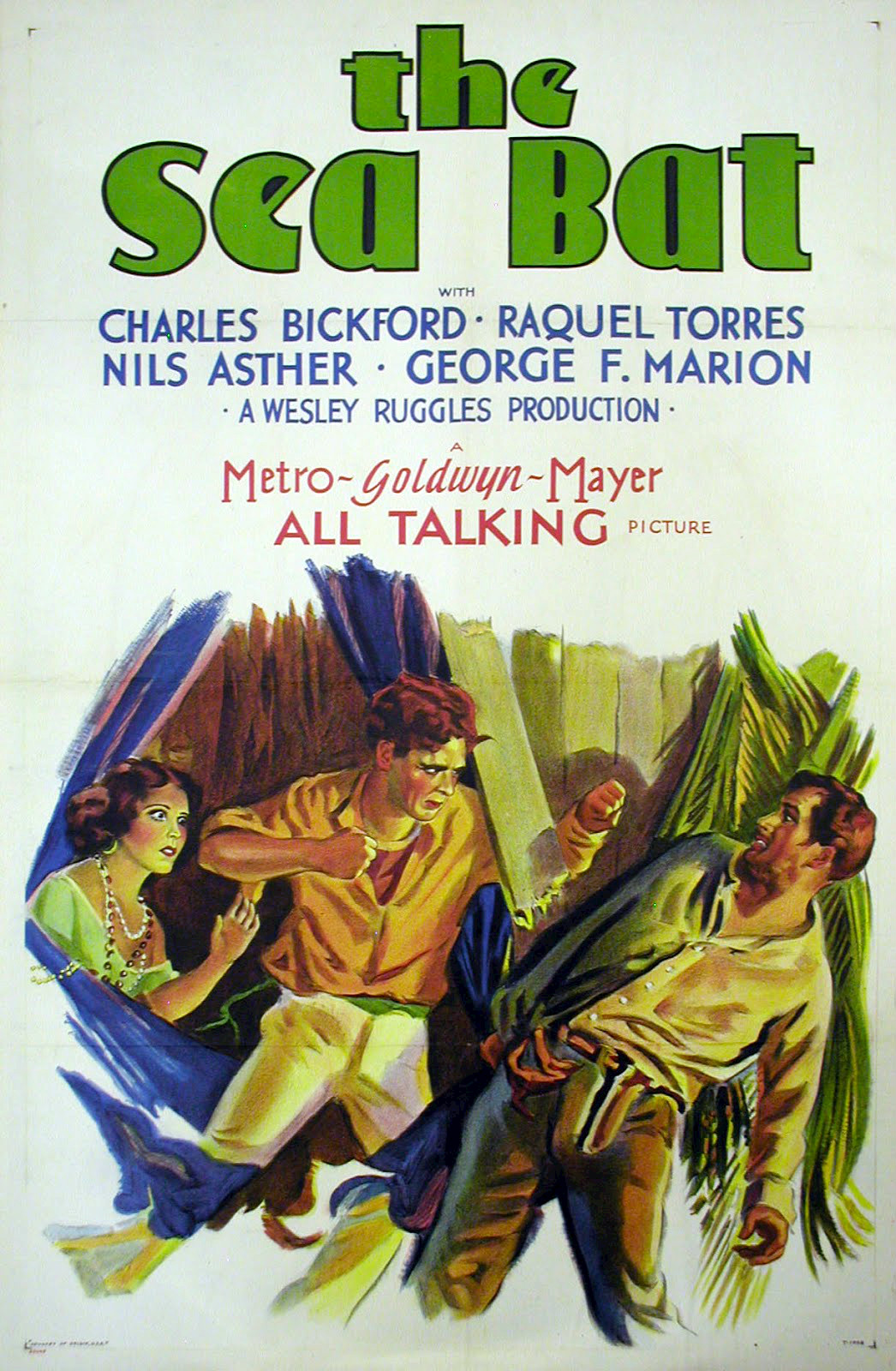

## Résumé
Plusieurs plongeurs aquatiques sont harcelés par une grande raie manta hostile.

## Fiche technique
- Titre français : Le Démon de la mer
- Titre original : The Sea Bat
- Réalisation : Lionel Barrymore et Wesley Ruggles
- Scénario : Dorothy Yost, Bess Meredyth, John Howard Lawson
- Photographie : Ira H. Morgan
- Montage : Harry Reynolds et Jerome Thoms
- Production : Wesley Ruggles pour Metro-Goldwyn-Mayer
- Distribution : Metro-Goldwyn-Mayer
- Pays de production :  États-Unis
- Langue : anglais
- Durée : 58 minutes
- Dates de sortie : 
  - États-Unis : 5 juillet 1930
  - France : 14 septembre 1938

## Distribution
- Raquel Torres : Nina

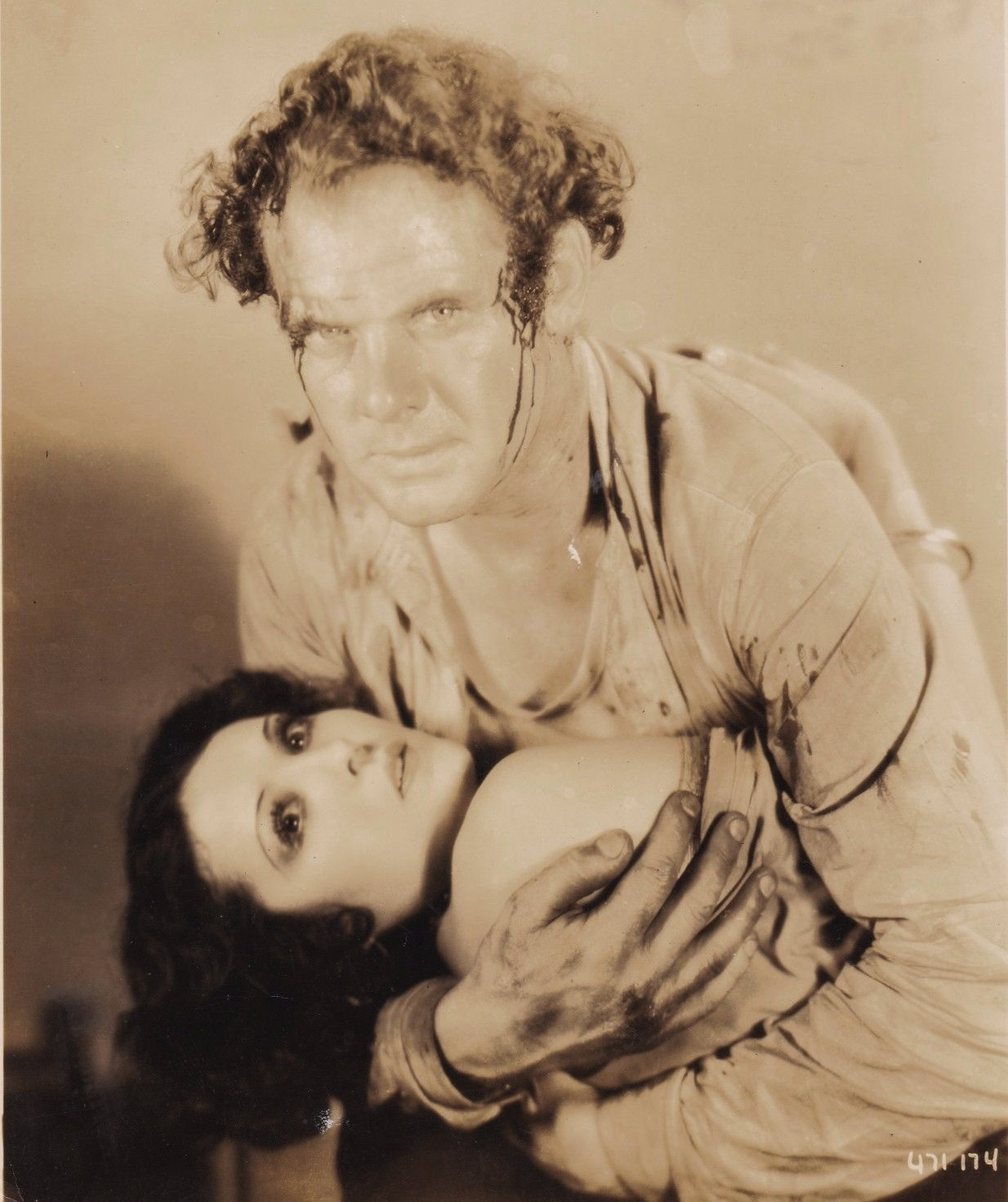
Charles Bickford et Raquel Torres (photo promotionnelle pour le film).

- Charles Bickford : John Dennis ou Reverend Sims
- Nils Asther : Carl
- George F. Marion : Antone
- John Miljan : Juan
- Boris Karloff : un Corse
- Gibson Gowland : Limey
- Edmund Breese : Maddocks
- Mathilde Comont : Mimba
- Mack Swain : Dutchy